# Tablut

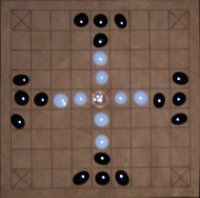
Tauler de tablut amb les peces en posició inicial.

El tablut és un joc representatiu de tota una família de jocs de tauler del nord d'Europa, des de Gal·les fins al cercle polar. Aquests jocs tenen tots noms que inclouen, d'una manera o una altra, la paraula tafl, que vol dir «tauler», i possiblement provenen del joc romà ludus latrunculorum.
Tota la família de jocs tafl són asimètrics, on unes forces enemigues intenten capturar un rei, que ha d'intentar escapar. En concret el tablut és propi dels sami de Lapònia i en aquest cas les peces del joc representen l'exèrcit del principat de Moscou que vol atrapar el rei de Suècia. Va ser descrit per Linnaeus l'any 1732, concretament el 20 de juliol, durant una expedició al país dels saami.

## Instruccions

### Posició inicial
El tablut es juga en un tauler quadriculat de nou per nou caselles, amb nou peces per a un jugador (vuit suecs i un rei) i setze per a l'altre (els moscovites). El quadrat central s'anomena konakis "el tron". En aquesta casella no s'hi pot col·locar cap peça, excepte la del rei. La resta de peces només hi poden passar per damunt sense aturar-s'hi. Les quatre cantonades del taulell estan marcades i són les caselles objectiu del jugador suec. Es comença la partida amb el rei al konakis, els suecs a les vuit caselles marcades al seu voltant i els moscovites a les setze marcades a la perifèria.

### Regles bàsiques
Els primers a moure són els suecs i els torns es van alternant entre un jugador i l'altre un cop s'ha mogut una peça. Les peces es mouen en línia recta ortogonal en qualsevol direcció, tantes caselles buides com es vulgui. No pot haver més d'una peça per casella. Per aconseguir la victòria és necessari capturar peces del rival. Es captura una peça del contrari tot deixant-la entre dues de pròpies. Aquestes dues peces han d'estar a costat i costat de la peça capturada, no en diagonal. No es pot capturar més d'una peça en una mateixa jugada. També és possible capturar una peça enemiga utilitzant una de les caselles de les cantonades, o el konakis com si estiguessin ocupades per una peça pròpia. Un cop es captura una peça, aquesta es treu del taulell de joc. Per capturar el rei, ha de ser envoltat per tots quatre costats, o per tres si el quart costat és el konakis. Qualsevol peça es pot posar entre dues de contràries sense ser capturada. Si fent un moviment es deixen diverses peces del contrari entre la peça moguda i sengles peces de qui ha mogut, les captura.

### Final
Els moscovites guanyen si capturen el rei. Els suecs, si aquest aconsegueix arribar a alguna de les quatre caselles de les cantonades del tauler. Si el rei té un camí lliure cap a la vora del tauler ha d'avisar dient raichi! (sona /ràihi/). Si en té dos (ha guanyat) tuichi! (/twíhi/).

## Variants
En alguns llocs juguen de manera que el rei només guanya si arriba a una de les quatre cantonades. En altres també pot guanyar si arriba a la vora, però només a les caselles que al principi de la partida no tenien cap moscovita.

### Hnefatafl
El hnefatafl era un joc de tauler saxó, molt popular a l'edat mitjana. Se n'ha trobat un fragment de tauler en una tomba a Wimose, a l'illa de Fiònia, a Dinamarca, de l'edat del ferro (que finalitzà al voltant de l'any 400). D'altra banda, un manuscrit anglès del segle x té un diagrama i unes explicacions del joc, entès com una al·legoria religiosa. Se suposa que es jugaria amb les mateixes regles que el tablut.

### Tawlbwrdd
El tawlbwrdd és un joc gal·lès mencionat a les lleis d'Howel Dha, el segle x. Se suposa que es jugaria amb les mateixes regles que el tablut.

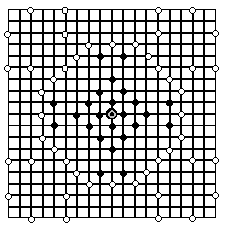
Tauler de hnefatafl amb la posició inicial
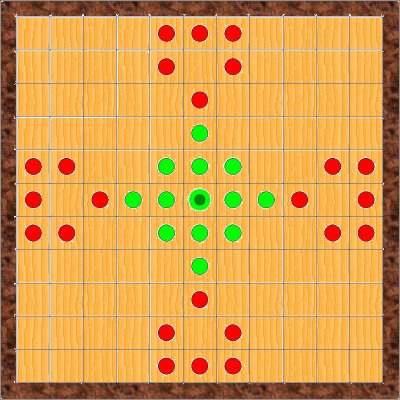
Tauler de tawlbwrdd en la posició inicial